# St. Stephani (Atzum)

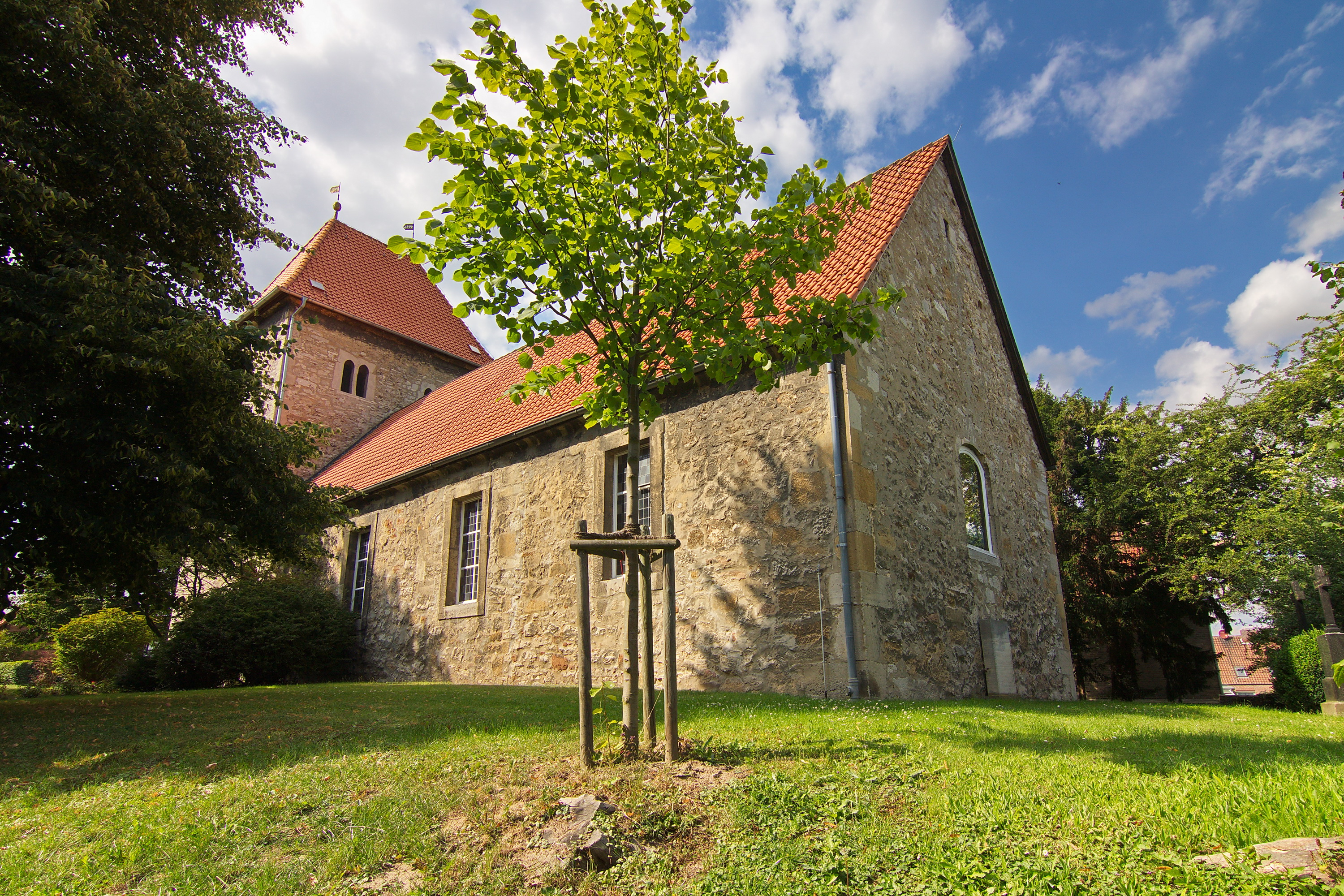
St. Stephani

Die evangelisch-lutherische Kirche St. Stephani steht in Atzum, einem Ortsteil der Stadt Wolfenbüttel im Landkreis Wolfenbüttel von Niedersachsen. Die Kirche steht unter Denkmalschutz. Die Kirchengemeinde gehört zur Propstei Wolfenbüttel der Evangelisch-Lutherischen Landeskirche in Braunschweig.

## Geschichte
1051 war die erste urkundliche Erwähnung einer Urpfarrei in Atzum. Um 1400 gehörten 18 Pfarreien zum Archidiakonate Atzum. Während des Dreißigjährigen Krieges wurde das Kirchengebäude 1627 erheblich beschädigt. Die Kirche wurde von 1639 bis 1652 in ihrer jetzigen baulichen Beschaffenheit errichtet. 1979 schlossen sich die Kirchengemeinden Ahlum, Atzum und Wendessen zusammen.

## Beschreibung
Die Wände der langrechteckigen Saalkirche und des querrechteckigen Kirchturms sind bis auf die Ecksteine aus Bruchsteinen gebaut. Das Kirchenschiff ist mit einem Satteldach bedeckt, der Kirchturm mit einem Walmdach. Das oberste Geschoss des Turms hat Biforien als Klangarkaden. Im Glockenstuhl hängt eine Kirchenglocke, die Heiso Meyer 1658 gegossen hat. 1843 wurde eine Orgel angeschafft, deren Orgelpfeifen im 1. Weltkrieg eingeschmolzen wurden. Die heutige Orgel wurde 1967 von E. F. Walcker & Cie. mit der Opus-Nr. 5060 gebaut. Der Altar und die Kanzel sind aus der Erbauungszeit, ein Taufbecken wurde der Kirche 1680 geschenkt. Das Bogenfenster hinter dem Altar wurde 2003 neu gestaltet.